# 60
Rok 60 (LX) byl přestupný rok, který podle juliánského kalendáře započal v úterý. V té době byl tento rok znám jako Rok konzulátu Nera a Lentula (nebo méně užívat rok 813 Ab urde condita). Označení pod číslem 60 se začalo užívat až na počátku středověku, kdy se v Evropě začal užívat pro kalendáře systém Anno Domini (Leta páně). 
Rok 60 je prvním rokem, u kterého je písemně zaznamenáno, který dnem v týdnu započal. V pompejských malbách je totiž zmíněno, že 6. únor byla neděle. Podle tehdy užívaného juliánského kalendáře bylo však 6. února ve středu. Toto je vysvětleno existencí dvou konvencí pojmenování dnů v týdnu založených na planetárním hodinovém systému, 6. února byla “neděle” založená na západu slunce jmenovat konvenci, a “středa” založená na východu slunce.

## Události

#### Římská říše
- Římané poráží na Dunaji Roxolany
- Nerův průzkum řeky Nil: Císař Nero vysílá expedici, která dopluje ke starověkému městu Meroe (dnešní Súdán)
- (Pravděpodobně) Vitellius se stává prokonzulem provincie Afrika
- Herodes Agrippa II. se stává vládcem severovýchodní Judei

Události v Británii pod nadvládou Římanů
- Římský guvernér Británie Gaius Suetonius Paulinus dobývá ostrov Anglesey, poslední území Druidů
- Prasutagus, král Iceni (dnešní Východní Anglie), umírá a zanechává po sobě závěť, ve které své království odkazuje svým dvěma dcerám a Římské říši. Římská armáda však království anektuje jako dobyté území, zbavuje šlechtice jejich dědičných zemí a drancuje. Vdova po králi Boudica je nucena sledovat, jako jsou její dcery veřejně znásilňovány. Římští finančníci, včetně Senecy mladšího, žádají splacení všech půjček.
- Boudica zorganizuje vzpouru království Iceni vůči římské nadvládě a je podpořena keltskými kmeny Trinovantů, Cornovii, Durotrigy a Britony. Icenové a Trinovanti nejdříve zničili hlavní římské město Camulodunum (dnešní Colchester), vyhladili pěchotu Legio IX Hispana (velenou Quintem Petilliem Cerialiem) a chystali se na zničení Londýna a Verulamia (dnešní St Albans). Vybíjeli tamější obyvatele římského původu po tisících.
- Boudické povstání: Paulinus porazí rebely pomocí létající klínové formace, uvalí na rodilé Britony rozsáhlé tresty a romanizace Británie nadále pokračuje. Boudica se podle dochovaných záznamů buď otrávila, nebo ze všech událostí onemocněla a zemřela.

#### Náboženství
- První list Petrův, epištola Nového zákona, byl pravděpodobně napsán mezi rokem 60 až 64
- Apoštol Pavel se vydává na cestu do Říma, ale ztroskotává na ostrově Malta. Zůstává zde tři měsíce, Publius pod jeho vlivem konvertuje ke křesťanství a stává se prvním maltským biskupem
- Pavel z Říma píše List Filipským (přibližné datum, udávají se roky 60-62)

#### Umění
- Hérón Alexandrijský sepisuje díla Metrika, Mechanika a Automatika
- Roky 60-79: V Pompejích je stavěn Dům Vettiů

## Narození
- Decimus Iunius Iuvenalis, římský satirik († 140)
- Dio Chrysostom, historik († 120)

## Hlavy států
- Papež – Petr (cca 30 – 64/65/66/67)
- Římská říše – Nero (54–68)
- Parthská říše – Vologaisés I. (51–77/78)
- Kušánská říše – Kudžúla Kadphises (30–90)
- Čína, dynastie Chan (206 př. n. l. – 220 n. l.) – Ming-ti